# Lynn Cannon
Lynn Cannon (* 5. April 1950) ist eine ehemalige US-amerikanische Speerwerferin.
Bei den Panamerikanischen Spielen gewann sie 1975 in Mexiko-Stadt Bronze und 1979 in San Juan Silber.
Ihre persönliche Bestleistung von 58,64 m stellte sie am 25. Juni 1977 in Gelsenkirchen auf.